# Xoridesopus excultus
Xoridesopus excultus är en stekelart som beskrevs av Gupta 1983. Xoridesopus excultus ingår i släktet Xoridesopus och familjen brokparasitsteklar. Inga underarter finns listade i Catalogue of Life.